# Marcello Milanese
Marcello Milanese (Alessandria, 10 luglio 1973) è un musicista italiano.

## Biografia
Marcello Milanese comincia a suonare il blues all'inizio degli anni novanta. Nel ‘96 scrive ed esegue le musiche di uno spettacolo teatrale sulla storia del Blues, presentato al Macalle Blues Festival in provincia di Alessandria.
Nel 1999 esce il suo primo lavoro discografico: il 45 giri “Chainsaw & Brokenheart” per la Bad Man Records.
Con la sua band, Marcello & The Machine, porta a termine nel 2000 l'album Wrong Time Wrong Place. Viene prodotto dalla Bad Man Records su CD e LP.
Alla fine del 2004 esce "Esterdays" ultimo disco della Machine per la Ultra Sound Records, composto da brani inediti.
La band viene scelta per apparire nel film “Texas” del regista Fausto Paravidino, per la Fandango Film con Valeria Golino, Riccardo Scamarcio e Valerio Binasco. Due brani tratti da "Esterdays" sono nella colonna sonora, insieme ad una versione di “The Crying Game” riarrangiata dal gruppo. Il film, prodotto da Domenico Procacci, è distribuito Medusa Film e ha partecipato al Festival del Cinema di Venezia nel 2005.
A luglio 2005 l'esperienza di Marcello Milanese con la sua Machine termina con l'ultimo concerto aprendo il concerto della Blues Brothers Band.
Nell'aprile 2006 Marcello dà alle stampe il disco "Si Vis Rock'n'roll parabellum": ospite dell'album è Jimbo Mathus, chitarrista e produttore di Clarksdale (Mississippi).
Nel 2007 esce il primo album del duo Black Smokers "Eat My Stardust", in download gratuito.
A luglio 2008 con il duo è negli Stati Uniti per il primo tour. A marzo 2009 parte il secondo tour per presentare il disco “Used” uscito per la Pravda Records di Chicago: il tour parte da New York passando per la seconda volta all'House Of Blues di Chicago, sempre accompagnato da Ivano Zanotti alla batteria.
Nel 2011 esce il suo primo disco solista "Like a wolf in a chicken shack" per la Helleluja records.
Nel 2012 si unisce alla band Chemako, formata dagli ex Chicken mambo, partecipando al loro disco omonimo e diventando la voce ufficiale della band ma sempre nel 2012 esce "Goodnight to the Bucket" secondo disco one man band.
A novembre 2013 esce "Still Alive at Mag Mell" con Stefano Bertolotti e Roberto Re.
Nell'ottobre 2013 il trio è in tour con Brian Langlinais (chitarrista e cantante di Nashville).
Nel 2014 esce il nuovo disco acustico "Leaves the Time That Finds" a cui fa seguito il disco del trio Milanese Re & Bertolotti "The Burden" registrato in studio.
Il 2016 segna l'inizio della collaborazione con la Rivertale Production che, con il soprannome di 106 da alla stampa "The Rope" mescolando il blues, che ha contraddistinto i precedenti lavori, al Folk irlandese e la musica Tex Mex. Numerosi gli ospiti del disco: Patricia Vonne (attrice e cantante, sorella del regista Robert Rodriguez) Alex Ruiz (cantante anche nelle colonne sonore di Machete e Kill Bill2, tra le altre) Rick Del Castillo alla chitarra elettrica (compositore per Robert Rodriguez) e Johnny Reno (sassofonista per Stevie Ray Vaughan e Chris Isaak), al Basso Antonio"Rigo" Righetti e alla Batteria Robby Pellati.
Nel 2019 esce "Son of a Pub" orientato più verso lo swing e la musica irlandese con molti ospiti tra cui il violinista Erik Hokkanen, il chitarrista Ruben V, Bacci del Buono e Rick Del Castillo.
Nel 2022 Marcello Milanese dà alle stampe un lavoro indipendente, un libro con i testi illustrati dall'autore delle canzoni scaricabili all'interno del volume, dal titolo "Like a Leaf in a Storm": un'opera molto più intimista, acustica. La produzione è affidata alla Start Rec productions e l'editore del volume è la Impressioni Grafiche scs ONLUS.
"A Live in a Storm", uscito solo in edizione digitale, è un disco registrato dal vivo in quintetto, senza sovraincisioni, con Daniele Negro, Flavio Marini, Matt Chiappin e Andrea Manuelli.

## La musica di Marcello Milanese nel cinema
- 2005 - Texas di Fausto Paravidino con le canzoni Drinking With My Friends, Man By You

## Discografia

### Marcello & The Machine
- 1999 - Chainsaw & brokenheart - Bad Man Records - 45 giri
- 2000 - Wrong Time Wrong Place - Bad Man Records - CD
- 2000 - Wrong Time Wrong Place - Bad Man Records - LP (+ bonus track)
- 2004 - Esterdays - Ultra Sound Records - CD

### Blues Maphia
- 2006 - Si Vis Rock 'N Roll Parabellum - Ultra Sound Records - CD

### Black Smokers
- 2007 - Eat My Stardust - CD
- 2009 - Used (album) - CD - Pravda Records

### Marcello Milanese
- 2011 - Like a wolf in a chicken shack - Helleuja Records - CD
- 2012 - Goodnight to the Bucket - Helleluja records - CD
- 2014 - Leaves the time that finds - Ultrasound records - CD
- 2022 - Like a Leaf in a Storm - Start Rec - LIBRO con download digitale
- 2023 - A Live in a Storm - Start Rec - edizione digitale

### Milanese Re & Bertolotti (MRB trio)
- 2013 - Still Alive at Mag Mell - Ultrasound records - CD
- 2015 - The Burde - Ultrasound records - CD

### Chemako
- 2012 - Chemako - Ultra Sound Records - CD

### Live
- 2001 - Earthquake Live At Nuvolari - CD limited edition

### Raccolte
- 2002 - Blueshouse Milano 1992 / 2002 - CD (include “Second Hand Man”)
- 2003 - Blues Sounds Good Vol.1 - Crotalo Records - CD (include “Bad City”)
- 2004 - Brand New Year Same Old Trouble - CD limited edition

### 106
- 2016 - The Satellite E.P. - CD single limited edition
- 2016 - The Rope - Rivertale records - CD